# FIFA Soccer 95
FIFA Soccer 95 ou FIFA 95' é um jogo eletrônico de futebol, criado para o Mega Drive e Windows, desenvolvido pela Extended Play Productions e editado pela EA Sports.

## Campeonatos
FIFA 95 contém 8 campeonatos: 6 europeus e 2 das Américas. Todas as equipes tem 16 atletas em cada equipe.
- Campeonato Brasileiro